# Abelardo Luz
Abelardo Luz est une ville brésilienne de l'ouest de l'État de Santa Catarina.

## Géographie
Abelardo Luz se situe par une latitude de 26° 33′ 53″ sud et par une longitude de 52° 19′ 42″ ouest, à une altitude de 760 mètres.
Sa population était de 17 100 habitants au recensement de 2010. La municipalité s'étend sur 955 km2.
La ville se trouve à 574 km à l'ouest de la capitale de l'État, Florianópolis. Elle fait partie de la microrégion de Xanxerê, dans la mésorégion Ouest de Santa Catarina. La municipalité est accessible par la BR-282 (à Santa Catarina) ou par la BR-280 (au Paraná), toutes deux goudronnées.
Elle est située dans la serra Geral, dans les bassins hydrographiques des rivières Chapecó et Chapecozinho.
La température moyenne annuelle est de 18,7 °C. La ville connaît des étés chauds et des hivers assez marqués. Les précipitations (1 930 mm annuels) sont équitablement distribuées tout au long de l'année.
L'IDH de la ville était de 0,785.

## Histoire
Passage obligé vers la colonie de Xanxerê au début du XXe siècle, point de repos sur la route des missions pour les militaires et les tropeiros, Abelardo Luz est tout d'abord peuplée par des immigrants venus du Minas Gerais. À l'époque, la région est habitée par des indiens guaranis et kaingangs, qui vivent encore dans quelques zones de la région. Ce n'est cependant qu'au cours des 50 dernières années que la ville connait une réelle croissance, avec l'arrivée d'immigrants de l'État de São Paulo, du Paraná et du Rio Grande do Sul, ainsi que de descendants de colons allemands et italiens.
En 1922, la localité devient district de Chapecó, sous le nom d'Abelardo Luz, d'après le nom du fils d'Hercílio Luz, alors gouverneur de Santa Catarina. En 1958, elle devient municipalité indépendante. En 1982 et en 1992, les municipalités d'Ipuaçu et Ouro Verde sont successivement émancipées d'Abelardo Luz.

## Économie
Les activités économiques principales de la ville sont l'agriculture et l'élevage, mais le commerce et le tourisme se développent fortement à l'heure actuelle.
L'économie était autrefois basée sur l'exploitation des ressources végétales locales (bois et yerba maté), mais ces dernières cèdent de plus en plus d'espace à l'exploitation agricole. La ville est notamment grande productrice de maïs et de soja.

## Tourisme

### Nature
Le principal point touristique de la municipalité est le parque das Quedas do Rio Chapecó ("parc des Chutes du rio Chapecó", en français), ensemble de 7 cascades sur le rio Chapecó et de 3 autres sur le rio das Éguas. On y trouve également une plage fluviale longue de plus d'un kilomètre et 7 petites îles. La plus grande - l'île des fleurs (Ilha das Flores en portugais). Situé à 2 km de la ville et couvrant 200 ha (dont 40 ha dédiés au tourisme), le parc reçoit des milliers de visiteurs chaque année, surtout pendant l'été,.

### Patrimoine historique
Dans le parque das Quedas do Rio Chapecó se trouve une grotte, la grotte Caracol, cachée derrière une cascade, célèbre pour avoir abrité plus de 100 soldats durant la révolution fédéraliste de 1883,.

## Culture
La ville compte deux centres de conservation des traditions « Gaúchas » et accueille un festival de musique populaire et du sertão, le FEMPAL, considéré comme l'un des meilleurs du sud du pays.
La Feverfest (fête typique allemande) et la Festsoja - exposition agricole, industrielle et commerciale qui célèbre la culture du soja - attirent de nombreux visiteurs tous les ans. On peut citer également le Canto das Águas, un concours municipal de chant et l'Abertura de Verão.

## Citoyens célèbres
- Paulo Roberto Falcão, joueur et entraîneur de football brésilien

## Administration

### Liste des maires
Depuis son émancipation de la municipalité de Xanxerê en 1958, Abelardo Luz a successivement été dirigée par:
- Jerônimo Rodrigues da Costa - 1958 à 1959
- Maurício Rodrigues da Costa - 1959 à 1965
- Alduino Goldoni - 1965 à 1969
- Afonso Celso Linhares da Silva - 1969 à 1973
- Aduino Luiz Martini - 1973 à 1977
- Arno de Andrade - 1977 à 1983
- Valdir Sgarbossa - 1983 à 1988
- Orides Dalben - 1989 à 1992
- Valdir Sgarbossa - 1993 à 1996
- João Maria Marques Rosa - 1997 à 2004
- Nerci Santin - 2005 à 2007
- Marlene Agheta Piccinin - 2007
- Jocimar Luiz Narzetti - 2008
- Lécio Luiz Panisson - 2008
- Dilmar Antonio Fantinelli - 2009 à aujourd'hui

### Divisions administratives
La municipalité est constituée d'un seul district, siège du pouvoir municipal.

## Villes voisines
Abelardo Luz est voisine des municipalités (municípios) suivantes :
- Passos Maia
- Vargeão
- Faxinal dos Guedes
- Ouro Verde
- Bom Jesus
- Ipuaçu
- São Domingos
- Clevelândia dans l'État du Paraná
- Palmas dans l'État du Paraná